# Тимофти, Николай Васильевич
Никола́й Васи́льевич Тимо́фти (рум. Nicolae Timofti; род. 22 декабря 1948, Чутулешты, Флорештский район, Сорокский уезд, Молдавская ССР, СССР) — молдавский государственный и политический деятель. Президент Республики Молдова с 23 марта 2012 по 23 декабря 2016 года.

## Биография
Николае Тимофти родился 22 декабря 1948 года в селе Чутулешты Флорештского района Молдавской ССР в семье депортированных по политическим мотивам. Отец — Василий Тимофти (рум. Vasile Timofti), мать — Елена Тимофти (рум. Elena Timofti), урождённая Бужак (рум. Bujac). Рос в многодетной семье, среднее образование получил в местной школе.
C 1964 по 1965 год был рабочим в районном управлении дорог города Флорешты. Затем, до 1967 года Тимофти работал слесарем-автомобилистом. Потом учился в Молдавском государственном университете, на юридическом факультете. После университета Николай Тимофти проходил службу в рядах Советской армии, имеет воинское звание «старший лейтенант».
В 1974—1976 годах работал консультантом в Министерстве юстиции Молдавской ССР.
В 1976—1980 годах — судья Фрунзенского района города Кишинёва.
В 1980—1990 годах — судья Верховного суда Молдавской ССР.
В 1990—1996 годах — заместитель председателя Высшей судебной палаты, председатель судебной коллегии.
С 1996 года по 2001 год — председатель Апелляционной палаты Республики Молдова, председатель Ассоциации судей, член Высшего Совета магистратуры Республики Молдова.
В 2005 году вновь назначен судьёй Высшей судебной палаты Молдовы.
В 1995—2000 и 2005—2009 — член Высшего Совета магистратуры.
В 2009 году вновь избран членом Высшего Совета магистратуры (без права совмещать эту работу с должностью судьи).
С марта 2011 года — председатель Высшего совета магистратуры Республики Молдова. Присвоен высший квалификационный класс судьи.
16 марта 2012 года Николай Тимофти был избран Президентом Республики Молдова голосами 62 депутатов Парламента Республики Молдова. Занимал этот пост до конца декабря 2016 года, когда его сменил избранный путём прямых выборов президент Игорь Додон.

## Семья
- Маргарита Тимофти — супруга. Родилась в селе Парканы Сорокского района. После окончания факультета библиотековедения и библиографии Государственного университета Молдовы работала библиографом, заведующей сектором, затем заведующей отделом Республиканской библиотеки для молодежи в Кишинёве. С 2010 года по настоящее время является главным консультантом отдела европейского права, аппроксимации законодательства, законодательной информации Главного юридического управления Секретариата Парламента Молдовы[7].
  - Алексей Тимофти (род. 1979) — старший сын. Учился на юридическом факультете Университета Александру Иоан Куза, затем в Университете Джорджа Вашингтона. Проживает в США, супруга Николета работает адвокатом в компании Litigation at GreenbergTraurig LLP, Вашингтон[8].
  - Николай Тимофти (род. 1983) — сын. После окончания юридического факультета посвятил себя журналистике, проработав на нескольких телеканалах и радиостанциях. Получил известность, как ведущий спортивных новостей на одном из частных телеканалов.
  - Штефан Тимофти (род. 1991) — сын. Увлекается футзалом, выступая в различных футзальных лигах страны[9].

## Награды
- Орден «Трудовая слава» (Молдавия, 17 октября 1996 года) — за долголетнюю плодотворную деятельность в области юриспруденции, значительный вклад в продвижение судебно-правовой реформы на основе демократических принципов, высокий профессионализм[10][11].
- Почётное звание «Om emerit» (Молдавия, 22 декабря 1998 года) — за долголетнюю и плодотворную деятельность в области юриспруденции и значительный вклад в проведение судебной реформы[11][12].
- Лента ордена Республики Сербия (Сербия, 2013 год)[13].
- Орден «Стара планина» с лентой (Болгария, 28 октября 2016 года)[14][15].
- Цепь ордена Звезды Румынии (Румыния, 29 ноября 2016 года) — в знак высокой признательности за личный вклад в развитие отношений дружбы и сотрудничества между Румынией и Республикой Молдова, за поддержку демократического и европейского курса Молдовы[16][17].